# Mîroliubne, Starokosteantîniv
Mîroliubne (în ucraineană Миролюбне) este localitatea de reședință a comunei Mîroliubne din raionul Starokosteantîniv, regiunea Hmelnîțkîi, Ucraina.

## Demografie
Componența lingvistică a localității Mîroliubne
     Ucraineană (98,83%)
     Alte limbi (0,78%)
Conform recensământului din 2001, majoritatea populației localității Mîroliubne era vorbitoare de ucraineană (98,83%), existând în minoritate și vorbitori de alte limbi.